# Castillon-Debats
Castillon-Debats – miejscowość i gmina we Francji, w regionie Oksytania, w departamencie Gers.
Według danych na rok 1990 gminę zamieszkiwało 348 osób, a gęstość zaludnienia wynosiła 10 osób/km² (wśród 3020 gmin regionu Midi-Pireneje Castillon-Debats plasuje się na 722. miejscu pod względem liczby ludności, natomiast pod względem powierzchni na miejscu 229.).